# Sandra Peter
Sandra Peter (* 6. September 1972) ist eine deutsche Tischtennisspielerin mit aktiver Tischtenniszeit seit den 1990er Jahren. Bei den Deutschen Meisterschaften 1995 und 1999 gewann sie Bronze im Doppel.

## Werdegang
Mit 10 Jahren kam Sandra Peter zum Tischtennissport. Ihr erster Verein war der SV Lohhof in Unterschleißheim, 1988 wechselte sie zu Rot-Weiß Klettham-Erding und 1991 zum FC Langweid. Bereits im Jugendbereich erzielte sie mehrere Erfolge, etwa 1990 die Deutsche Vizemeisterschaft im Mädchen-Doppel mit Stefanie Ullmann. An der Seite von Birgit Schmude wurde sie 1993 Deutsche Juniorinnen-Meister im Doppel. Bei den Erwachsenen wurde sie mit der Mannschaft des FC Langweid Meister der 2. Bundesliga Süd und stieg in die 1. Bundesliga auf. Nach einem Zwischenspiel beim TSV Röthenbach von 1995 wurde sie 1997 vom SV Casino Kleinwalsertal verpflichtet. 2003 wurde das Team Meister der 2. Bundesliga Süd, allerdings löste sich danach die Tischtennisabteilung auf. Sandra Peter war daraufhin beim Bayern München und seit etwa 2012 beim TuS Fürstenfeldbruck aktiv.
Ihre größten Erfolge waren zwei Bronzemedaillen bei Deutschen Meisterschaften: 1995 mit Sylvia Pranjkovic und 1999 mit Yvonne Steinbrecher.
Später wurde sie noch ehrenamtlich tätig. Im Bayerischen Tischtennis-Verband war sie Verbandsfachwartin, ihr Aufgabenbereich war der Einzelsport der Erwachsenen. Zudem trainierte sie die Damen des TuS Fürstenfeldbruck.

## Privat
Ihren Lebensunterhalt verdiente Sandra Peter als SAP-Entwicklerin bei den Stadtwerken München. Sie hat eine Tochter.